# Małkowice (województwo podkarpackie)
Małkowice – wieś w Polsce położona w województwie podkarpackim, w powiecie przemyskim, w gminie Orły.
W latach 1975–1998 miejscowość administracyjnie należała do województwa przemyskiego.

## Części wsi
| SIMC    | Nazwa              | Rodzaj    |
| ------- | ------------------ | --------- |
| 0607452 | Chałupki           | część wsi |
| 0607469 | Dąbrowa            | część wsi |
| 0607475 | Kolonia na Błotach | część wsi |
| 0607481 | Niziny             | część wsi |
| 0607498 | Ulica Cmentarna    | część wsi |

Wieś starostwa przemyskiego w drugiej połowie XVI wieku, Malkowice położone były na przełomie XVI i XVII wieku w ziemi przemyskiej województwa ruskiego. 
W II Rzeczypospolitej wieś w powiecie przemyskim w województwie lwowskim.
W latach 1944–1945 nacjonaliści ukraińscy z OUN-UPA zamordowali tutaj 10 Polaków.
Miejscowość jest siedzibą rzymskokatolickiej Parafii Nawiedzenia Najświętszej Maryi Panny.
W Małkowicach znajduje się sklep, szkoła podstawowa (od 1946), kościół oraz cmentarz.